# Primera División de Italia
La Primera División de Italia hace referencia a los distintos campeonatos de fútbol de máxima categoría en Italia, que es actualmente la Serie A, establecida en 1929-30.
En su formato actual, el Campeonato de Fútbol de Italia fue revisado de tener rondas regionales e interregionales, para tener una liga de un solo nivel desde la temporada 1929-30. Antes de la citada fecha, el campeonato de la Federazione Italiana Giuoco Calcio (FIGC) o su predecesora Federazione Italiana del Football (FIF) incluye la temporada 1945-46 —un torneo con dos grupos geográficos debido a los estragos de la Segunda Guerra Mundial—, y los predecesores de Divisione Nazionale, Prima Divisione, Prima Categoria, Campionato Italiano di Football y Campionato Nazionale di Football. Este último fue el primero de ellos en disputarse, y lo hizo de manera íntegra el 8 de mayo de 1898. Su primer campeón fue el Genoa Cricket & Athletic Club y junto a él, Internazionale Torino, Football Club Torinese y Società Ginnastica di Torino fueron los cuatro participantes que no se vieron incrementados en más regiones hasta el año 1900.
Entre los clubes más reconocidos a nivel internacional se encuentran la Juventus Football Club, la Associazione Calcio Milan y el Football Club Internazionale, todos ellos miembros fundadores del G-14, y son los más laureados de Italia. En particular, la A. C. Milan es uno de los clubes con más títulos internacionales oficiales en el mundo con 21; la Juventus F. C. es el club más laureado de la máxima categoría con 36 títulos, además de ser el único club en Europa que ha ganado todas las competiciones posibles de la UEFA junto al título del campeón mundial de clubes; mientras que el F. C. Internazionale, a raíz de sus logros en el año natural de 2010, se convirtió en el primer y único equipo italiano que ha conseguido un quintuplete.
Desde 1898 un total de dieciséis clubes se han proclamado campeones de liga, siendo los equipos de la región de Piamonte los más laureados con cuarenta y nueve títulos.

## Historia

### Antecedentes y origen

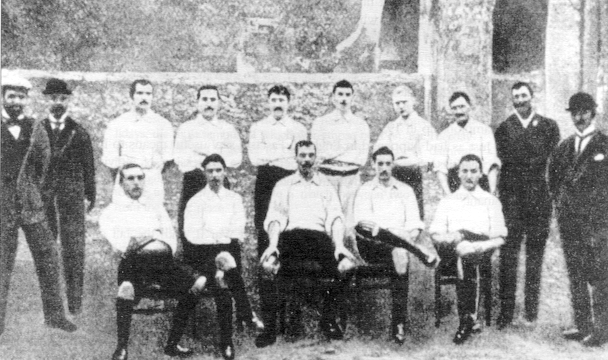
El Genoa Cricket & Athletic Club, primer vencedor del campeonato italiano (1898).

Aunque algunos historiadores hablan de juegos muy similares al calcio (es. fútbol) que se remontan a la Edad Media, la historia del fútbol moderno en Italia comenzó a finales del siglo XIX después de un intenso intercambio de impresiones y conceptos con Inglaterra, localización original de su nacimiento. De hecho, fueron las ciudades portuarias las que establecieron los primeros clubes de foot-ball, en gran parte conformados por miembros británicos.
La agrupación más longeva y vigente es la Genoa Cricket & Football Club, fundado el 7 de septiembre de 1893, aunque algunos testigos afirman que en ese momento ya existía desde 1891 el Calcio Internazionale Torino, surgido de la fusión de las sociedades Torino Football & Cricket Club (1887) y Nobili Torino (1889). Tras ellas fueron surgiendo otras en la última década del siglo XIX como el Football Club Torinese en 1894, el Liguria Foot-Ball Club en 1896, el Sport-Club Juventus en 1897, la Società Sportiva Candido Augusto Vecchi en 1898, el Milan Football & Cricket Club en 1899 y el Anglo-Palermitan Athletic and Foot-Ball Club en 1900.

### Primeros campeonatos
Aunque los pioneros del nuevo deporte se extendieron por todo el país, solo en el noroeste de Italia hubo una concentración de equipos que podían jugar partidos regularmente. La Federación Italiana de Fútbol (FIF) se fundó en Turín el 16 de marzo de 1898 e inmediatamente organizó el primer campeonato de fútbol italiano ganado por el Genoa C. A. C., y en el que tomaron parte otros tres equipos, todos de Turín.
Tanto el primer torneo como los posteriores se estructuraron en un sistema de eliminación directa, a semejanza del modelo de la Football Association Challenge Cup de Inglaterra. A partir del año 1900 los primeros clasificados a nivel regional avanzaban a las semifinales y finales de índole nacional. En este período, dado el exitosos resultado de las confrontaciones regionales de carácter más amateur, solo tres regiones podrían presentar equipos capaces de luchar de forma equilibrada a un nivel más global: Piamonte, Liguria y Lombardía. El Génova C. A. C. se convirtió en el primer dominador nacional al vencer los tres primeros campeonatos (1898, 1899 y 1900), titulados como Campionato Nazionale di Football.
Fue el Milán F. C. C., quien dirigido por su fundador Herbert Kilpin, los primeros en desposeer al equipo genovés del título, ganando el campeonato en 1901, ya como Campionato Italiano di Football. El Génova —que desde entonces adoptó su tradicional uniforme rojo y azul— se recompuso y obtuvo un segundo «triplete» al vencer las ediciones de 1902 a 1904.
El resultado de los siete primeros campeonatos se llevó a cabo en unos pocos días y que se mostró limitado al rico triángulo industrial del norte del país. En 1904 la Federación Italiana (it. Federazione Italiana del Football), recientemente admitida en la FIFA, llevó a cabo la primera reforma de los campeonatos incluyendo al año siguiente un nuevo grupo y la posibilidad de que los equipos menos desarrollados o filiales pudieran inscribirse en una segunda categoría, ampliada a una tercera en 1906. Desde la reforma de 1904 el campeonato fue conocido como Campionato Italiano di Calcio di Prima Categoria.
Finalizada la primera década, se produjeron cambios importantes debido a la decisión del FIF de italianizar el campeonato, excluyendo a los jugadores extranjeros que habían fundado la competición y habían traído el deporte al país. Por ello, en 1908 surgió campeonato paralelo "federal" al que se venía disputando, creado por la Federación como una concesión a los grandes clubes, y que fue boicoteado por el torneo italiano ordinaria en 1909 que trascendió en la imposición de este como el verdadero campeonato de facto, destruyendo el torneo autóctono e imponiendo una nueva reforma que siguiendo el modelo de la Primera División de Inglaterra en la temporada 1909-10.
La Federación estaba en este momento dispuesta a ampliar los límites del torneo, para darle un valor nacional real, a pesar de la clara diferencia de nivel entre cada uno de los equipos. En 1910, la renombrada federación elevó la ronda de Venecia a la liga superior, combinando también la de Bolonia con la de Emilia. Para garantizar el carácter de vencedor nacional del torneo, la FIGC elevó finalmente a los modestos torneos ya existentes en el sur a la primera categoría, en gran desventaja respecto a los del norte. Por ello se estableció el sistema de promoción que conllevó a un desmesurado crecimiento en el número de participantes.
La Prima Divisione fue creada en 1921 y estaba dividida en dos ligas: Liga Norte y Liga Sur, donde la norte era la principal y estaba compuesta por dos grupos de 20 equipos, y en donde los dos primeros de cada grupo avanzaban a la fase final y el último de cada grupo descendía a la Seconda Divisione. La liga Sur estaba dividida en grupos regionales, donde los dos mejores equipos de Campania, Lacio y Apulia más los campeones de Sicilia y Marche clasificaban a las semifinales y así definir a un ganador. Los ganadores de cada liga jugaban una final para definir al ganador del scudetto, el cual no fue introducido hasta 1923 cuando el Genoa C. F. C. fue campeón.
Debido a la carta di Viareggio publicada en 1926 por el régimen fascista la liga fue abolida para dar origen a la Divisione Nazionale como nueva liga de Primera División, colocando a los mejores equipos del sur en la Liga Norte y la segunda categoría pasó a ser la Prima Divisional. Perduró únicamente hasta 1929, fecha en la que se estableció la Serie A, si bien a finales de la Segunda Guerra Mundial, entre 1943-44 y 1945-46, se conocen a dos campeonatos por tal denominación.[cita requerida]

### LaSerie A
En 1929, con la profesionalización del fútbol italiano cambió de nombre a Serie A o Campionato a girone unico (Campeonato de un solo grupo). Durante los años treinta la Juventus se impuso durante cinco temporadas consecutivas (1930-1935). Por su parte, el Bolonia se consagraba campeón en otras tres ocasiones más. En esta década destacaron jugadores como Giuseppe Meazza con el [Internazionale].
La década de los años cuarenta fue la época dorada del Torino FC, logrando cinco campeonatos. Entre 1943 y 1945 tuvo que suspenderse de nuevo la competición debido a la Segunda Guerra Mundial.
Durante los años cincuenta AC Milan y Juventus fueron los dominadores. Mientras que el equipo rosonero contaba con la delantera sueca formada por Gunnar Gren, Gunnar Nordahl y Nils Liedholm; en la Juventus se destacaron Omar Sivori, John Charles y Giampiero Boniperti. En 1956 la Fiorentina logró su primer campeonato.

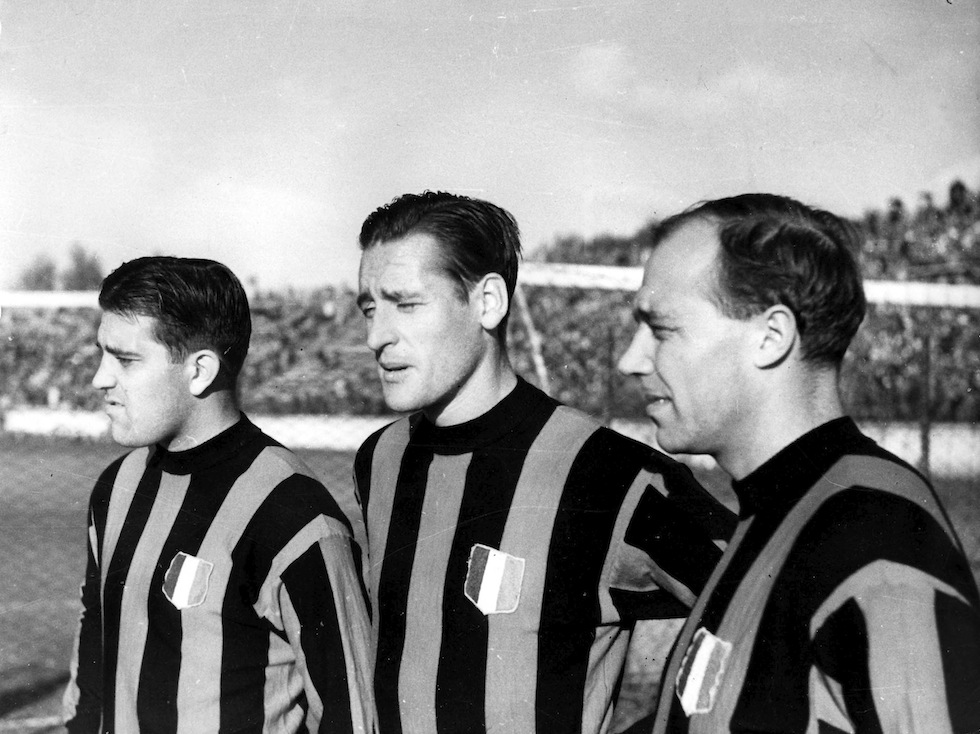
Gunnar Nordahl, Nils Liedholm y Gunnar Gren, conocidos como el Gre-No-Li de Milán.

La década de los sesenta los campeonatos estuvieron muy repartidos. El Inter de Milán del español Luis Suárez Miramontes fue el principal dominador con tres scudettos y otros tres subcampeonatos. Por su parte, Milán y Juventus obtuvieron dos campeonatos cada uno, mientras que la Fiorentina se impuso en el año 1969. Además en 1970 el Calgliari logró su único campeonato.
La primera mitad de los años ochenta estuvo dominada por la Juventus dirigida por Trapattoni y liderada por Michel Platini. También destaca el sorprendente triunfo del Hellas Verona en 1985. En 1987 el SCC Napoli obtuvo su primer Scudetto liderado por el futbolista argentino Diego Armando Maradona. Además el equipo napolitano lograría el campeonato de nuevo en 1990. En 1988 irrumpe en escena el gran Milan entrenado por Arrigo Sacchi y que contaba con los neerlandeses Van Basten, Gullit y Rikjaard. Por su parte el Inter adquirió a los alemanes Matthaus y Klinsman, proclamándose campeón en el año 1989.
Los años noventa estuvieron dominados por el Milan de Capello y la Juventus, a excepción del título obtenido por la Sampdoria en 1991, primero y único para el equipo genovés.
A partir de la temporada 1994/95 se estableció el actual sistema de puntuación, otorgando 3 puntos por cada victoria. En esta década la Serie A se consolidó como la liga más potente de Europa; sus clubes ganaron más títulos europeos que otras ligas y aterrizaron en Italia los mejores jugadores del momento, como Zidane, Ronaldo, Weah o Batistuta.
Las dos primeras temporadas del nuevo siglo estuvieron dominadas por los dos conjuntos de la capital italiana. La Lazio liderada por Pavel Nedvěd y Alessandro Nesta se llevó el scudetto en el año 2000, mientras que la Associazione Sportiva Roma se impuso en año 2001. La Juventus ganó el título en los dos años siguientes, gracias a fichajes como Gianluigi Buffon, Lilian Thuram o el propio Nedvěd, tras la venta de Zinedine Zidane al Real Madrid Club de Fútbol por 73 millones de euros. En 2004, la Associazione Calcio Milan ganó el campeonato tras cinco años.
Marcada por el escándalo del «Calciopoli», donde el título le fue revocado al club juventino en favor del Inter de Milán, provocó además que la temporada 2006-07 fuera la primera en la que la Juventus F. C. no estuvo presente en la Serie A ya que fue penalizado con el descenso a la Serie B. Además varios equipos comenzaron el campeonato con puntos de penalización. Dos de los jugadores más importantes del club turinés acabarían fichando por el Inter de Milán como Zlatan Ibrahimović y Patrick Vieira, por lo que se convirtió en el favorito para ganar el título. Finalmente, el Inter se llevaría el scudetto con un récord de 97 puntos.
La temporada 2007-08, el Inter de Milán se coronó nuevamente campeón en el año de su centenario y logró sellar tres campeonatos consecutivos, para sumar otros dos más en 2008-09 con José Maurinho como técnico, y en 2009-10; el primero en conseguirlo en el siglo XXI tras el Torino Football Club y la Juventus Football Club como únicos en consiguieron cinco títulos seguidos.

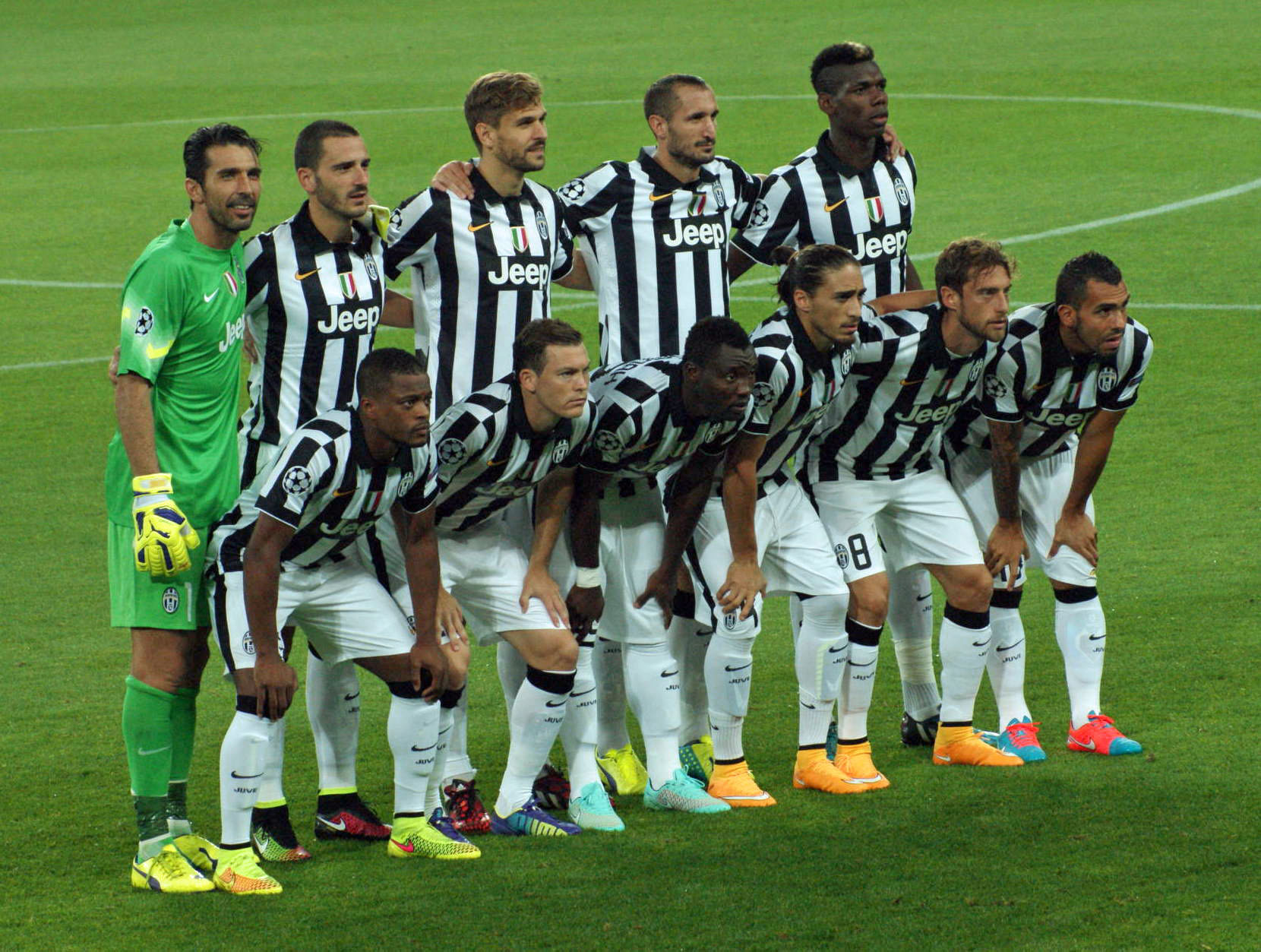
Formación de la Juventus F. C. (2014).

Con la Juventus de vuelta en la Serie A y tras un breve triunfo de la Associazione Calcio Milan en la campaña 2010-11, comienza la nueva década del fútbol italiano en decadencia, con unos dominios aplastantes de una Juventus liderada por Antonio Conte junto a jugadores como Gianluigi Buffon, Giorgio Chiellini, Claudio Marchisio, Andrea Pirlo y Arturo Vidal. Esta Juventus en su primer año viniendo de dos séptimos puestos se proclama campeón invicto tras 38 jornadas, récord de Italia del nuevo siglo tras 23 victorias y 15 empates. El siguiente año vuelve a ganar pero dejando dudas por el número de derrotas. En la temporada 2013-14, la Roma logra la mejor temporada de su historia, sin embargo, no logra arrebatarle el scudetto a la Juventus, que logró el campeonato tras establecer la mejor marca de puntos para un equipo de las principales ligas de Europa con 102, producto de 33 victorias, 3 empates y 2 derrotas y ganando todos sus partidos en casa. El siguiente año, tras la marcha de Antonio Conte, la Juventus contrata a Massimiliano Allegri. En ese año, el entrenador hace valer todo el potencial que le dejó su predecesor sin quitar esquemas tácticos, jugadores o cualquier ápice de las características que permitió a la Juventus coronarse como tricampeón; es más, le dotó con un nuevo esquema táctico que permitió solventar junto al anterior los partidos de este año. Esto condujo a un nuevo título, esta vez sin opositores. Por último, la Juventus entró en una decadencia al principio de la siguiente temporada, sin ninguna duda por la aclimatación de nuevos jugadores como Paulo Dybala, Alex Sandro o Kedhira y la marcha de su referencia en el centrocampo Andrea Pirlo, el pulmón Arturo Vidal y el ofensivo Carlos Tévez. Sin embargo, consiguió una rápida recuperación (25 partidos, 24 ganados 1 empate), dejando a la Juventus líder matemáticamente en la campaña 2015-16. De este modo la Juventus se corona como pentacampeón del fútbol italiano, gracias a sus dos entrenadores (Antonio Conte, y Massimiliano Allegri), ambos por mucho mérito, al nuevo estadio, al equipo y a la directiva.

## Historial
Para un mejor detalle de cada edición véase Historial de la Primera División de Italia
Es la competencia europea de la cual sus clubes han conquistado el segundo mayor número de galardones internacionales con 54. Sus clubes han llegado a la final de la Liga de Campeones de la UEFA en 28 ocasiones, habiendo ganado en 12 de esas finales. Sus equipos han llegado a más finales que cualquier otra liga, empatado con la española.
Nota: Nombres y banderas de los equipos según la época. Indicados entre paréntesis el primer y último título del club.
| Temporada                        | Campeón                                            | Subcampeón                                         | Tercero                                            | Notas                                                                |
| Campionato Nazionale di Football | Campionato Nazionale di Football                   | Campionato Nazionale di Football                   | Campionato Nazionale di Football                   | Campionato Nazionale di Football                                     |
| -------------------------------- | -------------------------------------------------- | -------------------------------------------------- | -------------------------------------------------- | -------------------------------------------------------------------- |
| 1898                             | Genoa C. F. C. (1)                                 | Internazionale Torino                              | ---                                                |                                                                      |
| 1899                             | Genoa C. F. C.                                     | Internazionale Torino                              | R. S. G. Torino                                    |                                                                      |
| 1900                             | Genoa C. F. C.                                     | F. C. Torinese                                     | Milan F. C. C.                                     |                                                                      |
| Campionato Italiano di Football  |                                                    |                                                    |                                                    |                                                                      |
| 1901                             | Milan F. C. C. (1)                                 | Genoa C. F. C.                                     | F. C. Juventus                                     |                                                                      |
| 1902                             | Genoa C. F. C.                                     | Milan F. C. C.                                     | F. C. Torinese                                     |                                                                      |
| 1903                             | Genoa C. F. C.                                     | F. C. Juventus                                     | Milan F. C. C.                                     |                                                                      |
| Prima Categoria                  |                                                    |                                                    |                                                    |                                                                      |
| 1904                             | Genoa C. F. C.                                     | F. C. Juventus                                     | Milan F. C. C.                                     |                                                                      |
| 1905                             | F. C. Juventus (1)                                 | Genoa C. F. C.                                     | U. S. Milanese                                     |                                                                      |
| 1906                             | Milan F. C. C.                                     | F. C. Juventus                                     | Genoa C. F. C.                                     |                                                                      |
| 1907                             | Milan F. C. C.                                     | Torino F. C.                                       | Andrea Doria Genova                                |                                                                      |
| 1908                             | U. S. Pro Vercelli (1)                             | U. S. Milanese                                     | Andrea Doria Genova                                |                                                                      |
| 1909                             | U. S. Pro Vercelli (2)                             | U. S. Milanese                                     | Genoa C. F. C.                                     |                                                                      |
| 1909-10                          | F. C. Internazionale (1)                           | U. S. Pro Vercelli                                 | F. C. Juventus                                     |                                                                      |
| 1910-11                          | U. S. Pro Vercelli (3)                             | Vicenza Calcio                                     | ---                                                |                                                                      |
| 1911-12                          | U. S. Pro Vercelli (4)                             | Venezia F. C.                                      | ---                                                |                                                                      |
| 1912-13                          | U. S. Pro Vercelli (5)                             | S. S. Lazio                                        | ---                                                |                                                                      |
| 1913-14                          | Casale A. S. D. (1)                                | S. S. Lazio                                        | ---                                                |                                                                      |
| 1914-15                          | Genoa C. F. C.                                     | Torino F. C.                                       | ---                                                |                                                                      |
| 1915-16                          | Liga no disputada por la Primera Guerra Mundial    | Liga no disputada por la Primera Guerra Mundial    | Liga no disputada por la Primera Guerra Mundial    | Liga no disputada por la Primera Guerra Mundial                      |
| 1916-17                          | Liga no disputada por la Primera Guerra Mundial    | Liga no disputada por la Primera Guerra Mundial    | Liga no disputada por la Primera Guerra Mundial    | Liga no disputada por la Primera Guerra Mundial                      |
| 1917-18                          | Liga no disputada por la Primera Guerra Mundial    | Liga no disputada por la Primera Guerra Mundial    | Liga no disputada por la Primera Guerra Mundial    | Liga no disputada por la Primera Guerra Mundial                      |
| 1918-19                          | Liga no disputada por la Primera Guerra Mundial    | Liga no disputada por la Primera Guerra Mundial    | Liga no disputada por la Primera Guerra Mundial    | Liga no disputada por la Primera Guerra Mundial                      |
| 1919-20                          | F. C. Internazionale                               | A. S. Livorno Calcio                               | ---                                                |                                                                      |
| 1920-21                          | U. S. Pro Vercelli (6)                             | A. C. Pisa                                         | ---                                                |                                                                      |
| 1921-22 (FGIC)                   | U. S. Novese (1)                                   | Ginnastica Sampierdarenese                         | ---                                                |                                                                      |
| Prima Divisione                  |                                                    |                                                    |                                                    |                                                                      |
| 1921-22 (CCI)                    | U. S. Pro Vercelli (7)                             | Fortitudo Roma                                     | ---                                                |                                                                      |
| 1922-23                          | Genoa C. F. C.                                     | S. S. Lazio                                        | ---                                                |                                                                      |
| 1923-24                          | Genoa C. F. C. (9)                                 | Savoia                                             | ---                                                |                                                                      |
| 1924-25                          | Bologna F. C. (1)                                  | U. S. Alba Audace                                  | ---                                                |                                                                      |
| 1925-26                          | F. C. Juventus                                     | U. S. Alba Audace                                  | ---                                                |                                                                      |
| Divisione Nazionale              |                                                    |                                                    |                                                    |                                                                      |
| 1926-27                          | (1)                                                | Bologna F. C.                                      | F. C. Juventus                                     |                                                                      |
| 1927-28                          | Torino F. C. (1)                                   | Genoa C. F. C.                                     | ---                                                |                                                                      |
| 1928-29                          | Bologna F. C.                                      | Torino F. C.                                       | ---                                                |                                                                      |
| Serie A                          |                                                    |                                                    |                                                    |                                                                      |
| 1929-30                          | Ambrosiana Inter                                   | Genoa C. F. C.                                     | F. C. Juventus                                     |                                                                      |
| 1930-31                          | F. C. Juventus                                     | A. S. Roma                                         | Bologna F. C.                                      |                                                                      |
| 1931-32                          | F. C. Juventus                                     | Bologna F. C.                                      | A. S. Roma                                         |                                                                      |
| 1932-33                          | F. C. Juventus                                     | Ambrosiana Inter                                   | Bologna F. C.                                      |                                                                      |
| 1933-34                          | F. C. Juventus                                     | Ambrosiana Inter                                   | S. S. C. Napoli                                    |                                                                      |
| 1934-35                          | F. C. Juventus                                     | Ambrosiana Inter                                   | A. C. F. Fiorentina                                |                                                                      |
| 1935-36                          | Bologna F. C.                                      | A. S. Roma                                         | Torino F. C.                                       |                                                                      |
| 1936-37                          | Bologna F. C.                                      | S. S. Lazio                                        | Torino F. C.                                       |                                                                      |
| 1937-38                          | Ambrosiana Inter                                   | Juventus                                           | Milan A. S.                                        |                                                                      |
| 1938-39                          | Bologna F. C.                                      | Torino F. C.                                       | Ambrosiana Inter                                   |                                                                      |
| 1939-40                          | Ambrosiana Inter                                   | Bologna F. C.                                      | Juventus                                           |                                                                      |
| 1940-41                          | Bologna F. C.                                      | Ambrosiana Inter                                   | A. C. Milano                                       |                                                                      |
| 1941-42                          | A. S. Roma (1)                                     | Torino F. C.                                       | Venezia F. C.                                      |                                                                      |
| 1942-43                          | Torino F. C.                                       | A. S. Livorno Calcio                               | Juventus Cisitalia                                 |                                                                      |
| 1943-44                          | Liga no disputada por la Segunda Guerra Mundial(2) | Liga no disputada por la Segunda Guerra Mundial(2) | Liga no disputada por la Segunda Guerra Mundial(2) | Liga no disputada por la Segunda Guerra Mundial(2)                   |
| 1944-45                          | Liga no disputada por la Segunda Guerra Mundial(2) | Liga no disputada por la Segunda Guerra Mundial(2) | Liga no disputada por la Segunda Guerra Mundial(2) | Liga no disputada por la Segunda Guerra Mundial(2)                   |
| 1945-46                          | Torino F. C.                                       | Juventus F. C.                                     | A. C. Milan                                        |                                                                      |
| 1946-47                          | Torino F. C.                                       | Juventus F. C.                                     | Modena F. C.                                       | La Lega Calcio sucede a la FIGC como organizador                     |
| 1947-48                          | Torino F. C.                                       | A. C. Milan                                        | Juventus F. C.                                     |                                                                      |
| 1948-49                          | Torino F. C.                                       | F. C. Internazionale                               | A. C. Milan                                        |                                                                      |
| 1949-50                          | Juventus F. C.                                     | A. C. Milan                                        | F. C. Internazionale                               |                                                                      |
| 1950-51                          | A. C. Milan                                        | F. C. Internazionale                               | Juventus F. C.                                     |                                                                      |
| 1951-52                          | Juventus F. C.                                     | A. C. Milan                                        | F. C. Internazionale                               |                                                                      |
| 1952-53                          | F. C. Internazionale                               | Juventus F. C.                                     | A. C. Milan                                        |                                                                      |
| 1953-54                          | F. C. Internazionale                               | Juventus F. C.                                     | A. C. Milan                                        |                                                                      |
| 1954-55                          | A. C. Milan                                        | Udinese Calcio                                     | A. S. Roma                                         |                                                                      |
| 1955-56                          | A. C. F. Fiorentina (1)                            | A. C. Milan                                        | F. C. Internazionale                               |                                                                      |
| 1956-57                          | A. C. Milan                                        | A. C. F. Fiorentina                                | S. S. Lazio                                        |                                                                      |
| 1957-58                          | Juventus F. C.                                     | A. C. F. Fiorentina                                | Calcio Padova                                      | Primera estrella de campeón otorgada                                 |
| 1958-59                          | A. C. Milan                                        | A. C. F. Fiorentina                                | F. C. Internazionale                               |                                                                      |
| 1959-60                          | Juventus F. C.                                     | A. C. F. Fiorentina                                | A. C. Milan                                        |                                                                      |
| 1960-61                          | Juventus F. C.                                     | A. C. Milan                                        | F. C. Internazionale                               |                                                                      |
| 1961-62                          | A. C. Milan                                        | F. C. Internazionale                               | A. C. F. Fiorentina                                |                                                                      |
| 1962-63                          | F. C. Internazionale                               | Juventus F. C.                                     | Milan A. C.                                        |                                                                      |
| 1963-64                          | Bologna F. C. (7)                                  | F. C. Internazionale                               | Milan A. C.                                        |                                                                      |
| 1964-65                          | F. C. Internazionale                               | Milan A. C.                                        | Torino F. C.                                       |                                                                      |
| 1965-66                          | F. C. Internazionale                               | Bologna F. C.                                      | S. S. C. Napoli                                    | Segunda estrella de campeón otorgada                                 |
| 1966-67                          | Juventus F. C.                                     | F. C. Internazionale                               | Bologna F. C.                                      |                                                                      |
| 1967-68                          | Milan A. C.                                        | S. S. C. Napoli                                    | Juventus F. C.                                     |                                                                      |
| 1968-69                          | A. C. F. Fiorentina (2)                            | Cagliari Calcio                                    | Milan A. C.                                        |                                                                      |
| 1969-70                          | Cagliari Calcio (1)                                | F. C. Internazionale                               | Juventus F. C.                                     |                                                                      |
| 1970-71                          | F. C. Internazionale                               | Milan A. C.                                        | S. S. C. Napoli                                    |                                                                      |
| 1971-72                          | Juventus F. C.                                     | Milan A. C.                                        | Torino F. C.                                       |                                                                      |
| 1972-73                          | Juventus F. C.                                     | Milan A. C.                                        | S. S. Lazio                                        |                                                                      |
| 1973-74                          | S. S. Lazio (1)                                    | Juventus F. C.                                     | S. S. C. Napoli                                    |                                                                      |
| 1974-75                          | Juventus F. C.                                     | S. S. C. Napoli                                    | A. S. Roma                                         |                                                                      |
| 1975-76                          | Torino F. C. (7)                                   | Juventus F. C.                                     | Milan A. C.                                        |                                                                      |
| 1976-77                          | Juventus F. C.                                     | Torino F. C.                                       | A. C. F. Fiorentina                                |                                                                      |
| 1977-78                          | Juventus F. C.                                     | Vicenza Calcio                                     | Torino F. C.                                       |                                                                      |
| 1978-79                          | Milan A. C.                                        | A. C. Perugia Calcio                               | Juventus F. C.                                     | Tercera estrella de campeón otorgada                                 |
| 1979-80                          | F. C. Internazionale                               | Juventus F. C.                                     | Torino F. C.                                       |                                                                      |
| 1980-81                          | Juventus F. C.                                     | A. S. Roma                                         | S. S. C. Napoli                                    |                                                                      |
| 1981-82                          | Juventus F. C.                                     | A. C. F. Fiorentina                                | A. S. Roma                                         | Cuarta estrella de campeón otorgada                                  |
| 1982-83                          | A. S. Roma                                         | Juventus F. C.                                     | F. C. Internazionale                               |                                                                      |
| 1983-84                          | Juventus F. C.                                     | A. S. Roma                                         | A. C. F. Fiorentina                                |                                                                      |
| 1984-85                          | Hellas Verona F. C. (1)                            | Torino F. C.                                       | F. C. Internazionale                               |                                                                      |
| 1985-86                          | Juventus F. C.                                     | A. S. Roma                                         | S. S. C. Napoli                                    |                                                                      |
| 1986-87                          | S. S. C. Napoli (1)                                | Juventus F. C.                                     | F. C. Internazionale                               |                                                                      |
| 1987-88                          | Milan A. C.                                        | S. S. C. Napoli                                    | A. S. Roma                                         |                                                                      |
| 1988-89                          | F. C. Internazionale                               | S. S. C. Napoli                                    | Milan A. C.                                        |                                                                      |
| 1989-90                          | S. S. C. Napoli (2)                                | Milan A. C.                                        | F. C. Internazionale                               |                                                                      |
| 1990-91                          | U. C. Sampdoria (1)                                | Milan A. C.                                        | F. C. Internazionale                               |                                                                      |
| 1991-92                          | Milan A. C.                                        | Juventus F. C.                                     | Torino F. C.                                       |                                                                      |
| 1992-93                          | Milan A. C.                                        | F. C. Internazionale                               | Parma F. C.                                        |                                                                      |
| 1993-94                          | Milan A. C.                                        | Juventus F. C.                                     | U. C. Sampdoria                                    |                                                                      |
| 1994-95                          | Juventus F. C.                                     | S. S. Lazio                                        | Parma F. C.                                        |                                                                      |
| 1995-96                          | Milan A. C.                                        | Juventus F. C.                                     | S. S. Lazio                                        |                                                                      |
| 1996-97                          | Juventus F. C.                                     | Parma F. C.                                        | F. C. Internazionale                               |                                                                      |
| 1997-98                          | Juventus F. C.                                     | F. C. Internazionale                               | Udinese Calcio                                     |                                                                      |
| 1998-99                          | Milan A. C.                                        | S. S. Lazio                                        | A. C. F. Fiorentina                                |                                                                      |
| 1999-2000                        | S. S. Lazio (2)                                    | Juventus F. C.                                     | Milan A. C.                                        |                                                                      |
| 2000-01                          | A. S. Roma (3)                                     | Juventus F. C.                                     | S. S. Lazio                                        |                                                                      |
| 2001-02                          | Juventus F. C.                                     | A. S. Roma                                         | F. C. Internazionale                               |                                                                      |
| 2002-03                          | Juventus F. C.                                     | F. C. Internazionale                               | Milan A. C.                                        |                                                                      |
| 2003-04                          | A. C. Milan                                        | A. S. Roma                                         | Juventus F. C.                                     |                                                                      |
| 2004-05                          | (3)                                                | A. C. Milan                                        | F. C. Internazionale                               |                                                                      |
| 2005-06                          | F. C. Internazionale                               | A. S. Roma                                         | A. C. Milan                                        |                                                                      |
| 2006-07                          | F. C. Internazionale                               | A. S. Roma                                         | S. S. Lazio                                        |                                                                      |
| 2007-08                          | F. C. Internazionale                               | A. S. Roma                                         | Juventus F. C.                                     |                                                                      |
| 2008-09                          | F. C. Internazionale                               | Juventus F. C.                                     | A. C. Milan                                        |                                                                      |
| 2009-10                          | F. C. Internazionale                               | A. S. Roma                                         | A. C. Milan                                        |                                                                      |
| 2010-11                          | A. C. Milan                                        | F. C. Internazionale                               | S. S. C. Napoli                                    | La Lega Serie A sucede a la Lega Calcio como organizador             |
| 2011-12                          | Juventus F. C.                                     | A. C. Milan                                        | Udinese Calcio                                     |                                                                      |
| 2012-13                          | Juventus F. C.                                     | S. S. C. Napoli                                    | A. C. Milan                                        |                                                                      |
| 2013-14                          | Juventus F. C.                                     | A. S. Roma                                         | S. S. C. Napoli                                    | Mayor puntuación de un campeón y quinta estrella de campeón otorgada |
| 2014-15                          | Juventus F. C.                                     | A. S. Roma                                         | S. S. Lazio                                        |                                                                      |
| 2015-16                          | Juventus F. C.                                     | S. S. C. Napoli                                    | A. S. Roma                                         |                                                                      |
| 2016-17                          | Juventus F. C.                                     | A. S. Roma                                         | S. S. C. Napoli                                    |                                                                      |
| 2017-18                          | Juventus F. C.                                     | S. S. C. Napoli                                    | A. S. Roma                                         |                                                                      |
| 2018-19                          | Juventus F. C.                                     | S. S. C. Napoli                                    | Atalanta B. C.                                     |                                                                      |
| 2019-20                          | Juventus F. C. (36)                                | F. C. Internazionale                               | Atalanta B. C.                                     | Récord de campeonatos consecutivos (9)                               |
| 2020-21                          | F. C. Internazionale (19)                          | A. C. Milan                                        | Atalanta B. C.                                     |                                                                      |
| 2021-22                          | A. C. Milan                                        | F. C. Internazionale                               | S. S. C. Napoli                                    |                                                                      |
| 2022-23                          | S. S. C. Napoli                                    | S. S. Lazio                                        | F. C. Internazionale                               |                                                                      |
| 2023-24                          | F. C. Internazionale (20)                          | A. C. Milan                                        | Juventus F. C.                                     |                                                                      |
| 2024-25                          | S. S. C. Napoli (4)                                | F. C. Internazionale                               | Atalanta B. C.                                     |                                                                      |

## Palmarés
| Club                 | Títulos | Subtítulos | Años de los campeonatos |
| -------------------- | ------- | ---------- | --- |
| Juventus F. C.       | 36      | 20         | 1905, 1926, 1931, 1932, 1933, 1934, 1935, 1950, 1952, 1958, 1960, 1961, 1967, 1972, 1973, 1975, 1977, 1978, 1981, 1982, 1984, 1986, 1995, 1997, 1998, 2002, 2003, 2012, 2013, 2014, 2015, 2016, 2017, 2018, 2019, 2020 |
| F. C. Internazionale | 20      | 17         | 1910, 1920, 1930, 1938, 1940, 1953, 1954, 1963, 1965, 1966, 1971, 1980, 1989, 2006, 2007, 2008, 2009, 2010, 2021, 2024                                                                                                 |
| A. C. Milan          | 19      | 15         | 1901, 1906, 1907, 1951, 1955, 1957, 1959, 1962, 1968, 1979, 1988, 1992, 1993, 1994, 1996, 1999, 2004, 2011, 2022 |
| Genoa C. F. C.       | 9       | 4          | 1898, 1899, 1900, 1902, 1903, 1904, 1915, 1923, 1924 |
| Torino F. C.         | 7       | 7          | 1928, 1943, 1946, 1947, 1948, 1949, 1976 |
| Bologna F. C.        | 7       | 4          | 1925, 1929, 1936, 1937, 1939, 1941, 1964 |
| U. S. Pro Vercelli   | 7       | 1          | 1908, 1909, 1911, 1912, 1913, 1921, 1922 (CCI) |
| S. S. C. Napoli      | 4       | 8          | 1987, 1990, 2023, 2025 |
| A. S. Roma           | 3       | 14         | 1942, 1983, 2001 |
| S. S. Lazio          | 2       | 6          | 1974, 2000 |
| A. C. F. Fiorentina  | 2       | 5          | 1956, 1969 |
| Cagliari Calcio      | 1       | -          | 1970 |
| A. S. Casale Calcio  | 1       | -          | 1914 |
| U. S. Novese         | 1       | -          | 1922 (FIGC) |
| Hellas Verona F. C.  | 1       | -          | 1985 |
| U. C. Sampdoria      | 1       | -          | 1991 |
| A. S. Livorno Calcio | -       | 2          | - |
| Vicenza Calcio       | -       | 2          | - |
| U. S. Alba Audace    | -       | 2          | - |
| U. S. Milanese       | -       | 2          | - |
| I. F. C. Torino      | -       | 2          | - |

- Otros clubes con un subcampeonato son: Parma, Udinese, AC Venezia, Perugia, Pisa, FC Torinese, Savoia, Sampierdarenese, Fortitudo Roma.
- El campeonato de 1926-27 obtenido por el Torino no fue adjudicado al equipo turinés por el escándalo del Caso Allemandi.
- Los campeonatos de 2004-05 y 2005-06 obtenidos por la Juventus no fueron adjudicados al equipo turinés por el escándalo del 'Calciopoli'. No obstante, el club cuenta 38 títulos aunque oficialmente posee 36.
- En negrita los títulos de Serie A.

## Estadísticas

### Tabla histórica de goleadores
Para un completo detalle véase Máximos goleadores de la Primera División de Italia.
El italiano Silvio Piola es el máximo anotador de la competición con 290 goles, seguido de sus compatriotas Giuseppe Meazza y Francesco Totti con 262 y 250 respectivamente. El italiano Fabio Quagliarella es el jugador en activo con más goles, mientras que el sueco Nordahl es quien posee el mejor registro anotador con 0,77 goles por encuentro.
Cabe destacar también que el mencionado Nordahl es uno de los jugadores que más goles ha anotado en las máximas categorías del fútbol europeo, con 376 goles.
Nota: Contabilizados los partidos y goles en partidos de play-off. En negrita jugadores activos en la competición.
| \| Pos. \| Jugador \| G. \| Part. \| Prom. \| Debut \| Equipo debut \| Otros clubes \| \| ---- \| -------------------- \| --- \| ----- \| ----- \| ----- \| -------------------------- \| --------------------------------------------------------------------------------------------------------------------------------------------------------- \| \| 1 \| Silvio Piola \| 290 \| 566 \| 0.51 \| 1929 \| U. S. Pro Vercelli (51) \| S. S. Lazio (143), Juventus F. C. (26), Novara Calcio (70) \| \| 2 \| Giuseppe Meazza \| 262 \| 443 \| 0.60 \| 1927 \| F. C. Internazionale (241) \| A. C. Milan (9), Juventus F. C. (10), Atalanta B. C. (2) \| \| 3 \| Francesco Totti \| 250 \| 619 \| 0.40 \| 1993 \| A. S. Roma (250) \| \| \| 4 \| Gunnar Nordahl \| 225 \| 291 \| 0.77 \| 1949 \| A. C. Milan (210) \| A. S. Roma (15) \| \| 5 \| José Altafini \| 216 \| 459 \| 0.47 \| 1958 \| A. C. Milan (120) \| S. S. C. Napoli (71), Juventus F. C. (25) \| \| 6 \| Antonio Di Natale \| 209 \| 445 \| 0.47 \| 2002 \| Empoli F. C. (18) \| Udinese Calcio (191) \| \| 7 \| Roberto Baggio \| 205 \| 452 \| 0.45 \| 1985 \| A. C. Fiorentina (39) \| 5 equiposJuventus F. C. (78), A. C. Milan (12), Bologna F. C. (22), F. C. Internazionale (9). Brescia Calcio (45) \| \| 8 \| Carlo Reguzzoni \| 196 \| 463 \| 0.42 \| 1927 \| Pro Patria (53) \| Bologna F. C. (143) \| \| 9 \| Kurt Hamrin \| 190 \| 400 \| 0.48 \| 1956 \| Juventus F. C. (8) \| 4 equiposCalcio Padova (20), A. C. Fiorentina (150), A. C. Milan (9), S. S. C. Napoli (3) \| \| 10 \| Guglielmo Gabetto \| 189 \| 357 \| 0.53 \| 1934 \| Juventus F. C. (87) \| Torino Calcio (102) \| \| = \| Amedeo Amadei \| 189 \| 457 \| 0.41 \| 1936 \| A. S. Roma (100) \| F. C. Internazionale (42), S. S. C. Napoli (47) \| \| 12 \| Giuseppe Signori \| 188 \| 344 \| 0.54 \| 1991 \| Foggia Calcio (11) \| S. S. Lazio (107), U. C. Sampdoria (3), Bologna F. C. (67) \| \| = \| Alessandro Del Piero \| 188 \| 478 \| 0.39 \| 1993 \| Juventus (188) \| \| \| = \| Alberto Gilardino \| 188 \| 514 \| 0.37 \| 1999 \| Piacenza Calcio (3) \| 7 equiposHellas Verona F. C. (5), Parma Calcio (50), A. C. Milan (36), A. C. Fiorentina (52), Genoa C. F. C. (19), Bologna F. C. (13), U. S. Palermo (10) \| \| 15 \| Gabriel Batistuta \| 184 \| 318 \| 0.58 \| 1991 \| A. C. Fiorentina (152) \| A. S. Roma (15) F. C. Internazionale (2) \| Estadísticas actualizadas hasta el último partido jugado el 27 de diciembre de 2017. |                      |     |       |       |       |                            | |
| Pos. | Jugador              | G.  | Part. | Prom. | Debut | Equipo debut               | Otros clubes |
| 1 | Silvio Piola         | 290 | 566   | 0.51  | 1929  | U. S. Pro Vercelli (51)    | S. S. Lazio (143), Juventus F. C. (26), Novara Calcio (70)                                                                                                |
| 2 | Giuseppe Meazza      | 262 | 443   | 0.60  | 1927  | F. C. Internazionale (241) | A. C. Milan (9), Juventus F. C. (10), Atalanta B. C. (2)                                                                                                  |
| 3 | Francesco Totti      | 250 | 619   | 0.40  | 1993  | A. S. Roma (250)           | |
| 4 | Gunnar Nordahl       | 225 | 291   | 0.77  | 1949  | A. C. Milan (210)          | A. S. Roma (15) |
| 5 | José Altafini        | 216 | 459   | 0.47  | 1958  | A. C. Milan (120)          | S. S. C. Napoli (71), Juventus F. C. (25) |
| 6 | Antonio Di Natale    | 209 | 445   | 0.47  | 2002  | Empoli F. C. (18)          | Udinese Calcio (191) |
| 7 | Roberto Baggio       | 205 | 452   | 0.45  | 1985  | A. C. Fiorentina (39)      | 5 equiposJuventus F. C. (78), A. C. Milan (12), Bologna F. C. (22), F. C. Internazionale (9). Brescia Calcio (45)                                         |
| 8 | Carlo Reguzzoni      | 196 | 463   | 0.42  | 1927  | Pro Patria (53)            | Bologna F. C. (143) |
| 9 | Kurt Hamrin          | 190 | 400   | 0.48  | 1956  | Juventus F. C. (8)         | 4 equiposCalcio Padova (20), A. C. Fiorentina (150), A. C. Milan (9), S. S. C. Napoli (3)                                                                 |
| 10 | Guglielmo Gabetto    | 189 | 357   | 0.53  | 1934  | Juventus F. C. (87)        | Torino Calcio (102) |
| = | Amedeo Amadei        | 189 | 457   | 0.41  | 1936  | A. S. Roma (100)           | F. C. Internazionale (42), S. S. C. Napoli (47) |
| 12 | Giuseppe Signori     | 188 | 344   | 0.54  | 1991  | Foggia Calcio (11)         | S. S. Lazio (107), U. C. Sampdoria (3), Bologna F. C. (67)                                                                                                |
| = | Alessandro Del Piero | 188 | 478   | 0.39  | 1993  | Juventus (188)             | |
| = | Alberto Gilardino    | 188 | 514   | 0.37  | 1999  | Piacenza Calcio (3)        | 7 equiposHellas Verona F. C. (5), Parma Calcio (50), A. C. Milan (36), A. C. Fiorentina (52), Genoa C. F. C. (19), Bologna F. C. (13), U. S. Palermo (10) |
| 15 | Gabriel Batistuta    | 184 | 318   | 0.58  | 1991  | A. C. Fiorentina (152)     | A. S. Roma (15) F. C. Internazionale (2) |

### Jugadores con mayor cantidad de encuentros disputados
Para un completo detalle véase Jugadores con más presencias en la Primera División de Italia.
El jugador con más presencias en la historia de la Serie A es el italiano Gianluigi Buffon quien ha disputado un total de 649 partidos. Después le siguen los italianos Paolo Maldini y Francesco Totti con 647 y 619 partidos.
A continuación se indican los veinte jugadores con más presencias en Serie A.[cita requerida]
Nota: Contabilizados los partidos y goles en partidos de play-off. En negrita jugadores activos en la competición.
| \| Pos. \| Jugador \| P. J. \| Debut \| Equipo debut \| Otros clubes \| \| ---- \| ------------------ \| ----- \| ------- \| -------------------------- \| ------------------------------------------------------------------------------------------------------------------------------------------------------------------------------------------- \| \| 1 \| Gianluigi Buffon \| 649 \| 1995-96 \| Parma F. C. (168) \| Juventus F. C.(481) \| \| 2 \| Paolo Maldini \| 647 \| 1984-85 \| A. C. Milan (647) \| \| \| 3 \| Francesco Totti \| 619 \| 1992-93 \| A. S. Roma (619) \| \| \| 4 \| Javier Zanetti \| 615 \| 1995-96 \| F. C. Internazionale (615) \| \| \| 5 \| Gianluca Pagliuca \| 592 \| 1987-88 \| U. C. Sampdoria (198) \| F. C. Internazionale (165), Bologna F. C. (206), Ascoli (23) \| \| 6 \| Dino Zoff \| 570 \| 1961-62 \| Udinese Calcio (4) \| Mantova (93), S. S. C. Napoli (143), Juventus F. C. (330) \| \| 7 \| Silvio Piola \| 566 \| 1929-30 \| U. S. Pro Vercelli (127) \| S. S. Lazio (227), Juventus F. C. (57), Novara Calcio (155) \| \| 8 \| Pietro Vierchowod \| 562 \| 1980-81 \| Como (30) \| 6 equiposA. C. Fiorentina (28), A. S. Roma (30), U. C. Sampdoria (358), Juventus F. C. (21), A. C. Milan (16), Piacenza (79) \| \| 9 \| Fabio Quagliarella \| 556 \| 1999-00 \| Torino F. C. (55) \| Ascoli (33), U. C. Sampdoria (277), Udinese Calcio (73), S. S. C. Napoli (34), Juventus F. C. (84) \| \| 10 \| Roberto Mancini \| 541 \| 1981-82 \| Bologna F. C. (30) \| U. C. Sampdoria (424), S. S. Lazio (87) \| \| 11 \| Enrico Albertosi \| 532 \| 1958-59 \| A. C. Fiorentina (185) \| Cagliari (177), A. C. Milan (170) \| \| 12 \| Gianni Rivera \| 527 \| 1958-59 \| Alessandria (26) \| A. C. Milan (501) \| \| 13 \| Giuseppe Bergomi \| 519 \| 1979-80 \| F. C. Internazionale (519) \| \| \| 14 \| Alberto Gilardino \| 514 \| 1999-00 \| Piacenza Calcio (17) \| 9 equiposHellas Verona F. C. (39), Parma Calcio (96), A. C. Milan (94), A. C. Fiorentina (132), Genoa C. F. C. (50), Bologna F. C. (36), U. S. Palermo (33), Empoli F. C. (14), Pescara (3) \| \| 15 \| Pietro Ferraris \| 507 \| 1929-30 \| Pro Vercelli (86) \| 4 equiposS. S. C. Napoli (83), F. C. Internazionale (139), Torino F. C. (168), Novara Calcio (57) \| Estadísticas actualizadas hasta el último partido jugado el 24 de mayo de 2025. |                    |       |         |                            | |
| Pos. | Jugador            | P. J. | Debut   | Equipo debut               | Otros clubes |
| 1 | Gianluigi Buffon   | 649   | 1995-96 | Parma F. C. (168)          | Juventus F. C.(481) |
| 2 | Paolo Maldini      | 647   | 1984-85 | A. C. Milan (647)          | |
| 3 | Francesco Totti    | 619   | 1992-93 | A. S. Roma (619)           | |
| 4 | Javier Zanetti     | 615   | 1995-96 | F. C. Internazionale (615) | |
| 5 | Gianluca Pagliuca  | 592   | 1987-88 | U. C. Sampdoria (198)      | F. C. Internazionale (165), Bologna F. C. (206), Ascoli (23) |
| 6 | Dino Zoff          | 570   | 1961-62 | Udinese Calcio (4)         | Mantova (93), S. S. C. Napoli (143), Juventus F. C. (330) |
| 7 | Silvio Piola       | 566   | 1929-30 | U. S. Pro Vercelli (127)   | S. S. Lazio (227), Juventus F. C. (57), Novara Calcio (155) |
| 8 | Pietro Vierchowod  | 562   | 1980-81 | Como (30)                  | 6 equiposA. C. Fiorentina (28), A. S. Roma (30), U. C. Sampdoria (358), Juventus F. C. (21), A. C. Milan (16), Piacenza (79)                                                                |
| 9 | Fabio Quagliarella | 556   | 1999-00 | Torino F. C. (55)          | Ascoli (33), U. C. Sampdoria (277), Udinese Calcio (73), S. S. C. Napoli (34), Juventus F. C. (84)                                                                                          |
| 10 | Roberto Mancini    | 541   | 1981-82 | Bologna F. C. (30)         | U. C. Sampdoria (424), S. S. Lazio (87) |
| 11 | Enrico Albertosi   | 532   | 1958-59 | A. C. Fiorentina (185)     | Cagliari (177), A. C. Milan (170) |
| 12 | Gianni Rivera      | 527   | 1958-59 | Alessandria (26)           | A. C. Milan (501) |
| 13 | Giuseppe Bergomi   | 519   | 1979-80 | F. C. Internazionale (519) | |
| 14 | Alberto Gilardino  | 514   | 1999-00 | Piacenza Calcio (17)       | 9 equiposHellas Verona F. C. (39), Parma Calcio (96), A. C. Milan (94), A. C. Fiorentina (132), Genoa C. F. C. (50), Bologna F. C. (36), U. S. Palermo (33), Empoli F. C. (14), Pescara (3) |
| 15 | Pietro Ferraris    | 507   | 1929-30 | Pro Vercelli (86)          | 4 equiposS. S. C. Napoli (83), F. C. Internazionale (139), Torino F. C. (168), Novara Calcio (57)                                                                                           |